# یواس‌اس ساتلین‌لیف (ای‌ان-۴۳)
یواس‌اس ساتلین‌لیف (ای‌ان-۴۳) (به انگلیسی: USS Satinleaf (AN-43)) یک کشتی بود که طول آن 194' 7" بود. این کشتی در سال ۱۹۴۴ ساخته شد.